# Kaufhaus C. Peters
Kaufhaus C. Peters was een warenhuis aan de Breite Straße 52 in Keulen. Het warenhuis was actief tussen 1891 en 1960.

## Geschiedenis
Het Kaufhaus Peters in Keulen heeft een rijke en bewogen geschiedenis die teruggaat tot het einde van de 19e eeuw. Op 26 september 1891 opende Carl Adolf Theodor Peters een klein gemengd warenhuis aan de Breite Straße 52, met slechts negen medewerkers. Door zijn zakelijk inzicht en de toenemende vraag naar moderne warenhuizen groeide het bedrijf snel. In 1895 breidde Peters al uit door extra etages van het naburige restaurant "Neue Welt" over te nemen.
In 1909 verwierf Peters meerdere panden aan de Breite Straße en Hämergasse, met als doel een groot en modern warenhuis te bouwen. Tussen 1910 en 1914 werd dit plan gerealiseerd door architect Carl Moritz. Het resultaat was een indrukwekkend gebouw met een oppervlakte van 24.000 vierkante meter, ongeveer 100 etalages en ruim 1.000 medewerkers. Het Kaufhaus Peters werd zo het grootste warenhuis van West-Duitsland en een belangrijk herkenningspunt in het stadsbeeld van Keulen.
Tijdens de Tweede Wereldoorlog werd het gebouw zwaar getroffen. In 1942 beschadigden bombardementen het warenhuis ernstig en in maart 1945 werd het volledig verwoest. Toch gaf de familie Peters niet op. Al in juni 1948 werd er een tijdelijke winkel geopend en op 26 september 1949 – precies 58 jaar na de oorspronkelijke opening – vond de officiële heropening plaats. Tot juli 1960 werd het warenhuis verder geleid door Andreas en Charlotte Peters.
In juli 1960 werd het bedrijf overgenomen door Karstadt, dat het eerst onder de naam "Karstadt-Peters" voortzette. Later verdween de naam Peters uit het straatbeeld en werd het gewoon Karstadt. In de jaren zestig werd het pand uitgebreid met een nieuw gebouw, ontworpen door Emil Fahrenkamp, maar de karakteristieke Jugendstil-gevel aan de Breite Straße bleef behouden. Deze gevel is sinds 1988 beschermd als monument.

Anno 2025 is het gebouw een markant element in het centrum van Keulen, hoewel de toekomst van het pand onzeker is sinds de sluiting van de Karstadt-filiaal. De eigenaar onderzocht nieuwe gebruiksmogelijkheden voor het historische gebouw.